# 금강산 해금강

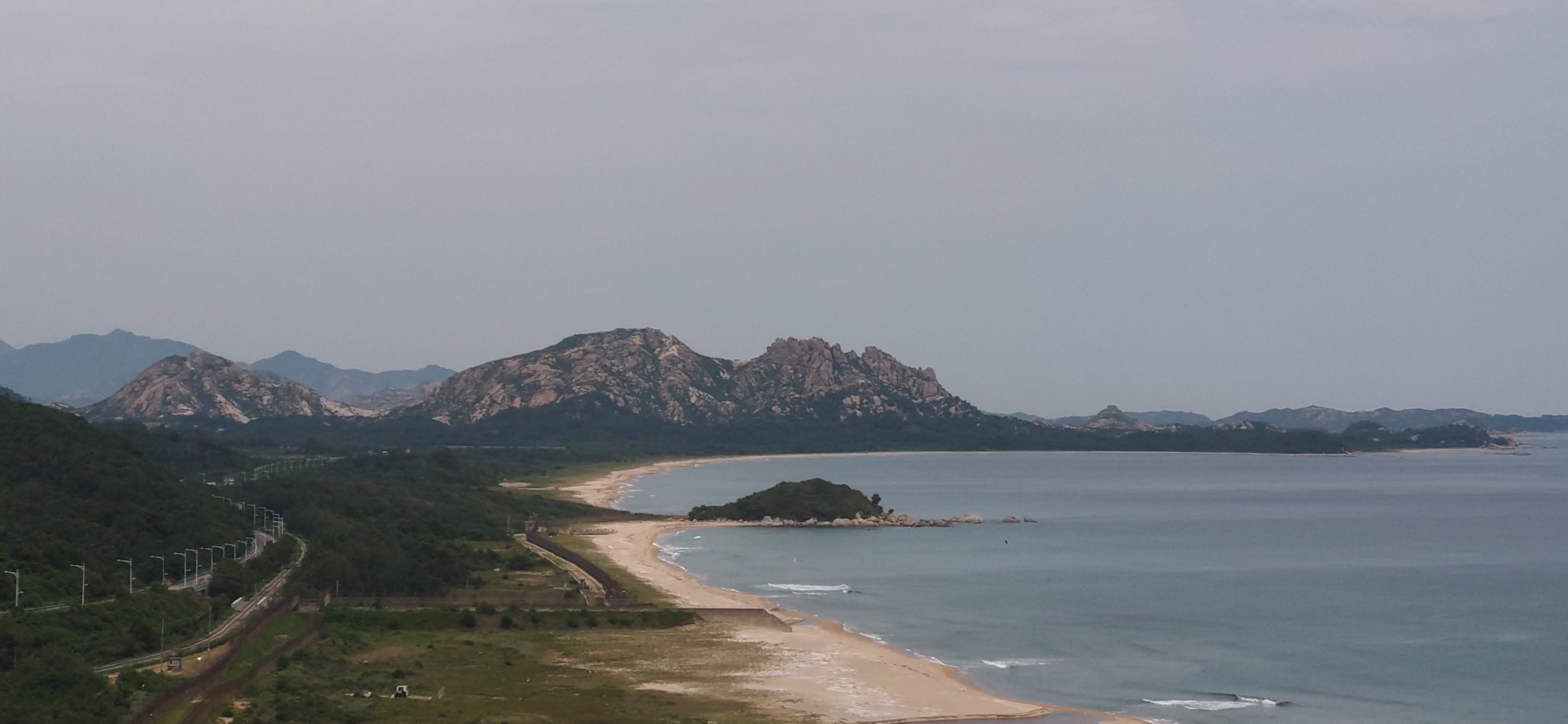
통일전망대에서 바라본 금강산 해금강 전경

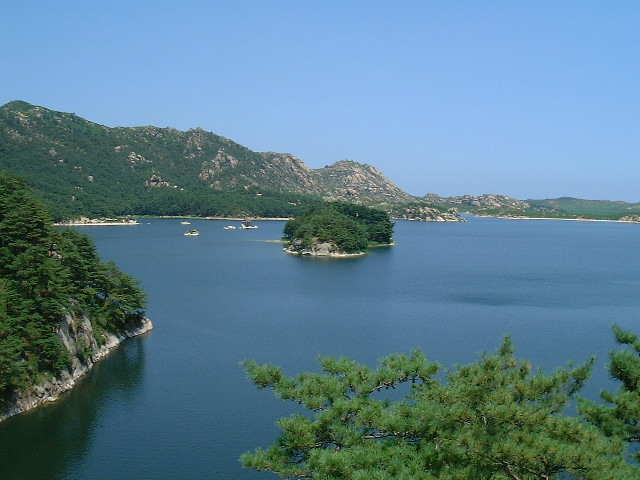
삼일포의 전경

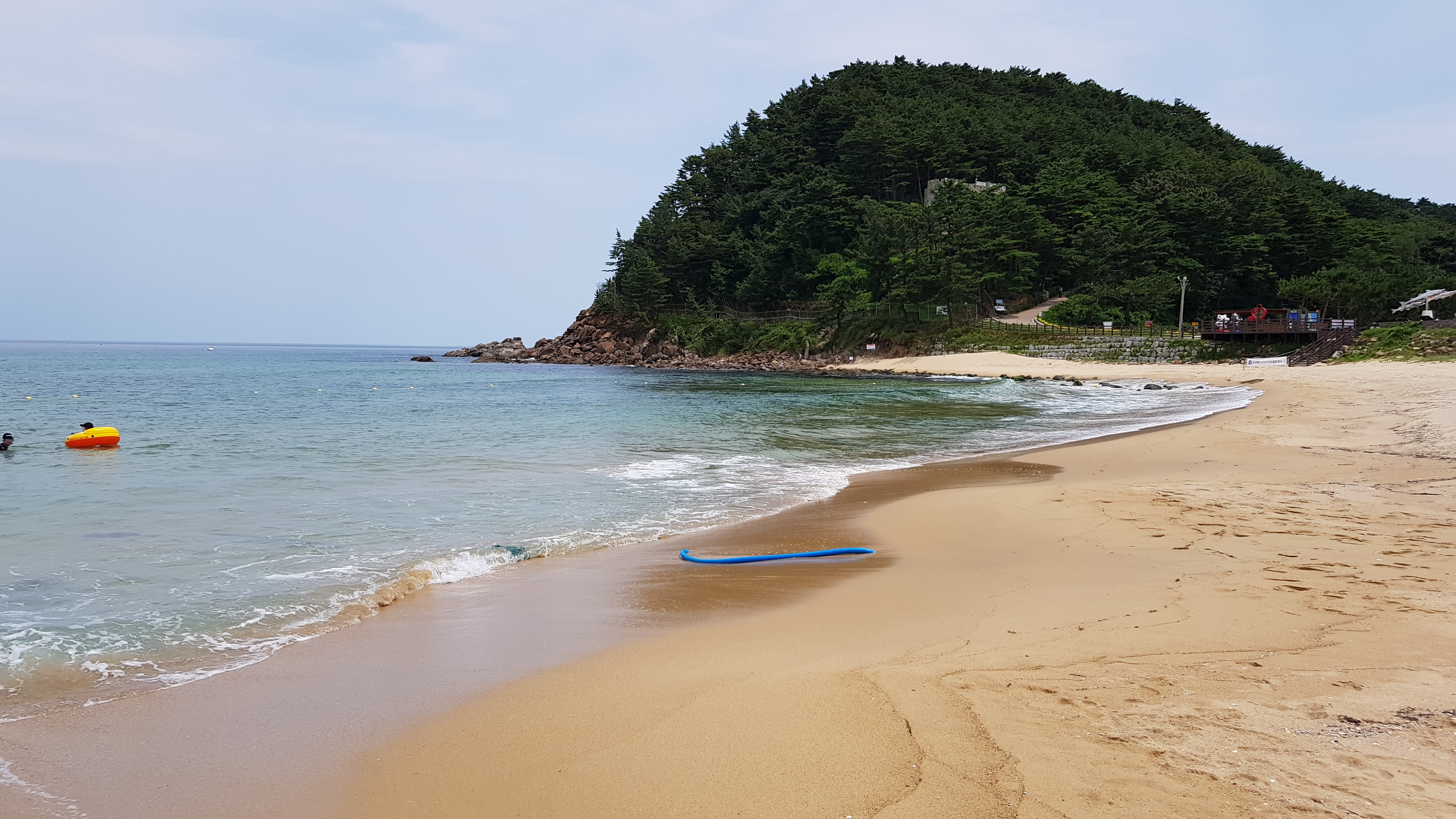
화진포 해수욕장

금강산 해금강(金剛山 海金剛)은 금강산 주변에 있는 바다이다. 해금강의 범위는 조선민주주의인민공화국 강원도 고성군 수원단으로부터 대한민국 강원특별자치도 고성군 거진읍 화진포까지이며, 넓은 의미에서 통천군 총석정까지 포함시키기도 한다.

## 개요
이 지역은 세상에 알려진 지 300년밖에 되지 않았는데, 숙종 24년(1698년) 고성 군수로 있던 남택하(南宅夏)가 찾아내고 “금강산의 얼굴빛과 같다.” 하여 해금강이라 이름 붙였다. 본래 해안 암벽, 바위섬, 자연호, 모래사장, 하천이 어우러진 경승지다. 이중 개방된 곳은 삼일포와 향로봉이며, 관동 팔경의 하나인 총석정은 개방되어 있지 않다. 삼일포는 남한의 화진포와 송지호같이 석호(潟湖)이며, 총 넓이는 0.79km2에 달한다. 이 호수에는 전설에 따르면 신선 또는 화랑들이 경치가 너무 좋아 3일 동안 머물고 갔기 때문에 삼일포라 한다. 봉래대에서 삼일포 전경을 볼 수 있다. 소가 누운 모양이라고 해서 와우섬이라 이름 붙은 큰 섬을 비롯해, 3개의 작은 섬이 떠있다. 또한 삼일포 기슭에는 4명의 신선이 놀고 간 것을 기념해 세웠다는 사선정터가 있다. 향로봉은 바다의 해만물상이라 불리며, 바닷가에 육지와는 거리를 두고 홀로 솟아 있는 봉우리이다. 비바람에 씻기고 바닷물에 깎이어 독특한 모양을 지니고 있다.

## 기념물 및 천연기념물
- 삼일포 - 조선민주주의인민공화국의 천연기념물 제218호
- 해금강솔섬 - 조선민주주의인민공화국의 천연기념물 제228호
- 해금강문 - 조선민주주의인민공화국의 천연기념물 제229호
- 화진포 - 대한민국 강원도의 기념물 제10호

## 같이 보기
- 거제 해금강